# 戦闘員
戦闘員（せんとういん、英語: combatant、フランス語: combattant、ドイツ語: Kombattant）とは、国際的武力紛争において戦闘行為に直接参加する権利のある者を指す。交戦者とも呼ばれる。

## 概要
武力紛争における国際法では、あらゆる人が「文民」または「戦闘員」のいずれか一方に分類される。戦闘員は、武力紛争の間、敵対行為に直接参加する権利があり、国際法上合法的に敵対する紛争当事者の戦闘員を攻撃することができる。また、敵の権力内に陥った場合は捕虜としての待遇を受ける権利を有する。一方で、文民は敵対行為に直接参加する権利はないが、同時に、戦闘員から攻撃されることもないという国際法上の保護も受ける。このように、戦争や武力紛争における攻撃対象は戦闘員や軍事施設のみであり、文民や民用物を攻撃対象としてはならないという原則を軍事目標主義といい、これを守るためには、誰が文民で誰が戦闘員かを相手方が外見から認識できなければならないので、戦闘員は必ず「自己と文民たる住民を区別する」義務（区別義務）がある。その他にも、戦闘員は敵対行為を行うに当たっては国際法を遵守しなければならず、無制限な戦闘が許されているわけではない。国際法に違反した戦闘が行われた場合、その行為は戦争犯罪となる。
戦闘員とは「紛争当事者の軍隊の構成員」と「群民兵」のことであり、これ以外のあらゆる人は文民となる。ただし、紛争当事者の軍隊の構成員であっても、衛生要員（軍医や衛生兵など、軍内部の衛生施設・衛生部隊に属し、傷病者の捜索・収容・輸送・治療・疾病予防など、もっぱら医療上の任務に従事する者）と宗教要員（もっぱら宗教上の任務に従事する従軍聖職者）は例外的に戦闘員ではない。衛生要員・宗教要員が敵の権力内に陥った場合は捕虜にはならず特別の保護を受ける。なお、予備役については、現役の任務から離れて事実上文民としての生活を営んでいるならば、軍隊の構成員とはみなされなず、文民となる。また、民間軍事会社の従業員等は紛争当事者の軍隊に編入されている場合は紛争当事者の軍隊の構成員に当たるので戦闘員だが、編入されていない場合は文民となる。

## 軍隊
「紛争当事者の軍隊」とは、部下の行動について当該紛争当事者に対して責任を負う司令部の下に組織されたあらゆる武装行為主体（兵力・集団・部隊など）のことである。この定義は以下の3つの要件を含んでいる。
- 紛争当事者の1つと結びついていること
- 組織されていること
- 責任ある指揮に基づいていること

以上の要件を満たせば軍隊であり、当該軍隊が属する政府やその敵対勢力による承認は不要である。
したがって、州兵、税関、警察隊、国境警備隊など、必ずしも国内法上は軍隊の資格を有しない武装行為主体であっても、事実上軍隊としての任務を引き受けている場合、上記の要件さえ満たせば国際法上は軍隊とみなされる。法執行機関は通常、国内の治安維持等を目的としたものであり武装していても『事実上軍隊としての任務を引き受けている場合』に当たらないので、軍隊に編入しない限り、それ自体は国際法上の軍隊とはみなされない。準軍事的な法執行機関を軍隊に編入した場合は敵対する紛争当事者に通告する。

### 軍隊の種別
戦闘員の属する軍隊は以下の4つの種別に分類される。正規軍以外はすべて不正規軍である。
1. 正規軍…主権国家が保有する正式な軍隊
2. 民兵隊…戦時に政府が人民を招集して組織した団体（その構成員は民兵と呼ばれる。）
3. 義勇隊…有志の人民が組織した団体（その構成員は義勇兵と呼ばれる。）
4. 組織的抵抗運動団体…占領地の住民が占領軍に抵抗するために組織した武装団体（レジスタンス、パルチザンとも呼ばれる。）

### 群民兵
群民兵とは、いまだ占領されていない地域の住民が、敵の接近に当たり正規の軍隊を編成する時間的余裕がない場合に、侵入する軍隊に抵抗するために自発的に武器をとる者である。群民兵は、自発的に行動するという定義から、必然的に軍隊に求められる十分な組織性が欠如している。したがって群民兵は厳密には軍隊の構成員ではない。しかしながら、群民兵は一定の条件 を遵守すれば戦闘員資格が与えられ、文民ではなくなる。
一方、単に自発的・散発的・非組織的に敵対行為に直接参加するだけのその他の者はすべて、文民とみなされる。

### 組織された武装集団
「国家対国家」の国際的武力紛争に国際法が適用されるのはもちろんであるが、1977年のジュネーヴ諸条約第2追加議定書は、「国家対非国家」の非国際的武力紛争（内戦・内乱）の場合にも国際法を適用することとした。
伝統的な国際法においては、反徒・反乱団体を交戦団体承認することで、反徒・反乱団体を国際法上の地位を有する交戦団体として認めるという制度がある。交戦団体承認を受けた反乱団体は国家に準ずる存在となり、「国家対国家」の国際的武力紛争に適用される国際法が適用され、国際的武力紛争と同様の条件で反徒・反乱団体は戦闘員資格を与えられることになる。
交戦団体承認を受けない反徒・反乱団体などの戦闘部隊には戦闘員資格はない。しかしながら、「部下の行動について責任を負う司令部の下に組織された武装行為主体」という定義さえ満たせば国際法上の軍隊であって、その構成員は文民ではない。
このとき、反乱団体などが有する軍隊を特に「組織された武装集団」と呼ぶ。「組織された武装集団」はさらに「反乱軍」と「その他の組織された武装集団」に分類される。

#### 反乱軍
国の軍隊の一部が政府に敵対し、それが独立した場合、「反乱軍」となる。反乱軍はもはや国の軍隊の一部ではないが、かつての指揮系統を維持するなど十分に組織化されており、反乱軍そのものが国の軍隊とは別個の国際法上の軍隊である。

#### その他の組織された武装集団
政府に敵対する反乱団体などが、主に文民たる住民から構成員を採用する。 国家の軍隊に匹敵する規模・練度であることは少ないものの、紛争当事者のために敵対行為を行うに十分なほど、軍事面で組織化されている。

## 戦闘員資格
国際法上、戦闘員資格を普遍的に定めたのは「陸戦の法規慣例に関する条約」（ハーグ陸戦条約）の条約附属書である「陸戦の法規慣例に関する規則」（ハーグ陸戦規則）第1条、第2条、第3条である。また、「捕虜の待遇に関する1949年8月12日のジュネーヴ条約」（ジュネーヴ第3条約）第4条A項にもハーグ陸戦規則とほぼ同様の規定がある。これらは正規軍の構成員に無条件で戦闘員資格を与えている一方、不正規軍の構成員（民兵、義勇兵、組織的抵抗運動団体の構成員）と群民兵には条件つきで戦闘員資格を与えている。
その後、「1949年8月12日のジュネーヴ諸条約の国際的な武力紛争の犠牲者の保護に関する追加議定書（議定書I）」（ジュネーヴ諸条約第1追加議定書）第43条、第44条では、正規軍・不正規軍を問わず、すべての軍隊の構成員と群民兵に一律の条件で戦闘員資格を与えている。
現在の一般国際法において、ハーグ陸戦規則・ジュネーヴ第3条約における条件とジュネーヴ諸条約第1追加議定書における条件のどちらが妥当するかは議論が続いている。

### 条件
以下に、それぞれの戦闘員資格の条件を表で示す。
|                            | ハーグ陸戦規則 | ジュネーヴ第3条約 | ジュネーヴ諸条約第1追加議定書 |
| -------------------------- | --- | --- | --- |
| 正規軍の構成員             | 無条件 | 無条件 | 【1】部下の行動について責任を負う司令部の下にあること。【2】攻撃又は攻撃の準備のための軍事行動を行っている間、自己と文民たる住民を区別すること。ただし、敵対行為の性質上、区別することができない戦闘員については、交戦の間と参加する攻撃に先立つ軍事展開をしているときに敵に目撃されている間は、武器を公然と携行すること。 |
| 民兵                       | 【1】部下について責任を負う1人の者が指揮していること。【2】遠方から認識することができる固着の特殊標章を有すること。【3】武器を公然と携行していること。【4】戦争の法規及び慣例に従って行動していること。 | 【1】部下について責任を負う1人の者が指揮していること。【2】遠方から認識することができる固着の特殊標章を有すること。【3】武器を公然と携行していること。【4】戦争の法規及び慣例に従って行動していること。 | 【1】部下の行動について責任を負う司令部の下にあること。【2】攻撃又は攻撃の準備のための軍事行動を行っている間、自己と文民たる住民を区別すること。ただし、敵対行為の性質上、区別することができない戦闘員については、交戦の間と参加する攻撃に先立つ軍事展開をしているときに敵に目撃されている間は、武器を公然と携行すること。 |
| 義勇兵                     | 【1】部下について責任を負う1人の者が指揮していること。【2】遠方から認識することができる固着の特殊標章を有すること。【3】武器を公然と携行していること。【4】戦争の法規及び慣例に従って行動していること。 | 【1】部下について責任を負う1人の者が指揮していること。【2】遠方から認識することができる固着の特殊標章を有すること。【3】武器を公然と携行していること。【4】戦争の法規及び慣例に従って行動していること。 | 【1】部下の行動について責任を負う司令部の下にあること。【2】攻撃又は攻撃の準備のための軍事行動を行っている間、自己と文民たる住民を区別すること。ただし、敵対行為の性質上、区別することができない戦闘員については、交戦の間と参加する攻撃に先立つ軍事展開をしているときに敵に目撃されている間は、武器を公然と携行すること。 |
| 組織的抵抗運動団体の構成員 | 戦闘員資格を認めない | 【1】部下について責任を負う1人の者が指揮していること。【2】遠方から認識することができる固着の特殊標章を有すること。【3】武器を公然と携行していること。【4】戦争の法規及び慣例に従って行動していること。 | 【1】部下の行動について責任を負う司令部の下にあること。【2】攻撃又は攻撃の準備のための軍事行動を行っている間、自己と文民たる住民を区別すること。ただし、敵対行為の性質上、区別することができない戦闘員については、交戦の間と参加する攻撃に先立つ軍事展開をしているときに敵に目撃されている間は、武器を公然と携行すること。 |
| 群民兵                     | 占領されていない地域の住民が敵の接近に当たり正規の軍隊を編成している時間的余裕がない場合に、【1】公然と武器を携行していること。【2】戦争の法規及び慣例に従って行動していること。                        | 占領されていない地域の住民が敵の接近に当たり正規の軍隊を編成している時間的余裕がない場合に、【1】公然と武器を携行していること。【2】戦争の法規及び慣例に従って行動していること。                        | 【1】部下の行動について責任を負う司令部の下にあること。【2】攻撃又は攻撃の準備のための軍事行動を行っている間、自己と文民たる住民を区別すること。ただし、敵対行為の性質上、区別することができない戦闘員については、交戦の間と参加する攻撃に先立つ軍事展開をしているときに敵に目撃されている間は、武器を公然と携行すること。 |

## 敵対行為
戦闘員のみが直接参加する権利のある『敵対行為』（戦闘行為）とは、以下の3つの要件をすべて満たす行為のことであると定義されている。
1. 危害の敷居…敵対する紛争当事者の軍事行動・軍事能力に対して不利益を及ぼすおそれのある行為、または、保護されるべき人・物に対して死・傷害・損壊などを与えるおそれのある行為
2. 直接因果関係…行為と①の危害の間に直接的な因果関係がある
3. 交戦者とのつながり…味方の紛争当事者を支援し、かつ、敵対する紛争当事者を害する目的で、①の危害を直接引き起こすことを明確に意図して行われた行為

したがって、例えば、武力紛争の際に兵士からの違法な殺人や強姦に対して、自己や他人を守るために個人が実力を行使する場合、状況によっては『危害の敷居』の要件を満たすことはあるかもしれないが、それは正当防衛の目的で行われた行為であり、味方の紛争当事者を支援したり敵対する紛争当事者を害したりする目的で行われた行為でないことは明らかであるので、『交戦者とのつながり』の要件を満たさず、敵対行為（戦闘行為）には該当しない。

## 諜報活動
一般に軍隊の構成員であって、諜報活動（情報収集） を行う者は間諜（スパイ）として取り扱われ、捕虜の待遇は与えられない。ただし、以下の場合は例外である。
1. 情報収集を行っている間に、軍服を着用している場合は、その情報取集行為は諜報活動ではなく、したがって間諜とはならない。
2. 敵対する紛争当事者が占領する地域の住民は、①虚偽の口実に基づく行為による情報取集と②故意にひそかな方法での情報収集のみが諜報活動とされ、それ以外は情報収集をしても諜報活動には当てはまらない。また、例え諜報活動（虚偽の口実に基づく行為による情報取集、故意にひそかな方法での情報収集）をした場合でも、諜報活動を行っている最中に敵に捕らえられない限り、間諜とはならない。
3. 敵対する紛争当事者が占領する地域の住民でない者は、諜報活動を行っても、所属軍隊に復帰する前に敵に捕らえられない限り、間諜とはならない。

間諜（スパイ）は、捕虜となる権利を有しないというだけであって、戦闘員資格自体はあり、諜報活動（スパイ行為）も国際法に違反するというわけではない。

## 傭兵
以下の6つの条件にすべて当てはまった場合は傭兵であり、戦闘員資格がなく、戦闘員としての権利は認められない。
条件に1つでも当てはまらない場合は傭兵ではない。
- 武力紛争において戦うために現地または国外で特別に採用されていること
- 実際に敵対行為に直接参加していること
- 主として私的な利益を得たいという願望により敵対行為に参加しており、紛争当事者の軍隊の類似の階級に属するものや類似の任務に従事する戦闘員に対して支払われる報酬額を相当上回る額を支給されること
- 紛争当事者の国民ではなく、紛争当事者が支配・占領している地域の住民でもないこと
- 紛争当事者の軍隊の構成員ではないこと[注釈 12]
- 紛争当事者でない国が自国の軍隊の構成員として公の任務で派遣した者でないこと

なお、「傭兵の募集、使用、資金供与及び訓練を禁止する条約」では締約国が傭兵を募集・使用・資金援助・訓練することを犯罪とし、さらに傭兵を犯罪者として処罰すべきとしている。

## 少年兵
ジュネーヴ諸条約第1追加議定書や児童の権利に関する条約では、国が15歳未満の児童を自国の軍隊に採用したり戦闘行為に参加させることを禁止しており、これを受けて、国際刑事裁判所（ICC)は強制的なものであろうと児童自身の志願に基づくものであろうと、15歳未満の者を兵士として採用したり戦闘行為に参加させることは明確な戦争犯罪であるとしている。15歳未満の児童が戦闘行為に参加し敵の権力内に陥った場合はジュネーヴ諸条約第1追加議定書に基づき特別の保護を受ける。
2002年に発効した「武力紛争における児童の関与に関する児童の権利に関する条約の選択議定書」（武力紛争選択議定書）では、各国は戦闘員の年齢制限を15歳未満から18歳未満に引き上げるべきとし、15歳以上18歳未満の児童を軍隊に採用する際は、
1. 真に志願する児童を対象とすること
2. 児童の父母や保護者に事情を知らせ同意を得ること
3. 児童に与えられる任務について十分な情報を提供すること
4. 採用前に児童の年齢について信頼できる証拠を得ること

を確保する必要があるとした。

## 医療要員
傷病者の捜索・収容・輸送・診断・治療や疾病予防などの医療上の目的で配置された組織・施設 を医療組織という。医療組織の管理・運用、医療用輸送手段の運用・管理などの医療上の目的で配属された者は「医療要員」である。
医療要員には、傷病者の捜索・収容・輸送・治療や疾病予防などの任務にもっぱら従事する「衛生要員」と、文民を敵対行為や災害から保護するための人道的任務 を遂行する文民保護組織の要員が含まれる。衛生要員については、戦闘員ではないが、文民保護組織の要員は戦闘員資格を有している。
ただし、文民保護組織の要員が以下の6つの条件を満たせば、尊重・保護される。
1. 要員・部隊が文民保護のための任務に常時充てられ、もっぱらその遂行に従事していること
2. 任務の遂行に当たる要員が武力紛争の間中、他の軍事的任務を遂行しないこと。
3. 適当な大きさの国際的な特殊標章を明確に表示し文民保護組織の要員と他の軍人が明瞭に区別できることと、要員に身分証明書が与えられていること。
4. 要員・部隊が秩序維持・自衛のために軽量の個人用の武器のみを装備していること
5. 要員が敵対行為に直接参加せず、敵対する紛争当事者に対し有害な行為を行わないこと。
6. 文民保護の任務を自国の領域においてのみ遂行すること。

また、必要な場合に衛生兵・看護婦・補助担架手として傷病者の収容・輸送・治療に当たるための特別な訓練を受けた軍人（特別要員）が、当該任務を遂行している際にも、その者は保護される。

## 国連の活動
PKO（国連平和維持活動）は本来は紛争当事者が休戦・停戦に合意した場合に中立的な立場から停戦監視などを行うものであるので、国連平和維持活動を行う国連部隊は「紛争当事者」の軍隊には該当せず、その構成員は戦闘員には当たらない。
しかしながら、現実には休戦・停戦の合意が守られていなかったり現地の治安が悪化していたりすることにより、国連平和維持活動を行う国連部隊が戦闘に巻き込まれることがある。
国連平和維持活動を行う国連部隊が自衛などにより戦闘行為に積極的に関与している場合は、紛争当事者とみなされることがある。このとき、その国連部隊は戦闘員に当たり、武力紛争に関する国際法が適用される。このことは1999年に出されたコフィー・アナン国連事務総長の「国連部隊による国際人道法の遵守」という告示により明文化された。
一方、戦闘行為を行っていない国連部隊は上述の通り、非戦闘員であるが、「国際連合要員及び関連要員の安全に関する条約」によってその安全が保障され、敵対勢力に捕らえられた際は同条約8条によって事実上、武力紛争法の原則が適用され捕虜と同様の待遇を受ける。
国連憲章第7章に基づき安全保障理事会(安保理)が認める強制行動の場合、国連部隊は紛争当事者として戦闘に参加することになるので、その国連部隊の兵士は戦闘員であり、武力紛争に関する国際法が適用される。

## 報道関係者
武力紛争の行われている地域において職業上の危険な任務に従事する報道関係者は、文民としての地位と両立しないような行動をとらない限り、文民としての地位を有する。報道関係者は、自身が報道関係者であることを証明するための、国籍国・居住国・所属する報道機関の所在する国が発行する国際的な身分証明書を取得することができる。
また、軍隊の認可を受けている報道関係者（従軍記者）は文民でありながらも、戦場で軍隊に随伴している際に捕獲された場合、捕虜となる権利を有する。

## 不法戦闘員
国際法上、敵対行為に直接参加するためには戦闘員資格の条件を満たしている必要がある。戦闘員資格のない者が敵対行為に直接参加し、その結果敵の権力内に陥った場合、「不法戦闘員」(unlawful combatant)もしくは「敵性戦闘員」(enemy combatant)と呼ばれる。武力紛争法においては、あらゆる人は必ず戦闘員か文民かのいずれかに属するのであり、戦闘員資格がない以上は、不法戦闘員は文民である。
文民であるにもかかわらず敵対行為に直接参加したことは犯罪であり、抑留国はその点につき刑事責任を追及することができる。ただし、不法戦闘員が敵の権力内に陥った場合はジュネーブ諸条約共通3条が適用され、人道的に処遇しなければならない。

## フィクション
一部のフィクション作品では、正義の味方と敵対する「悪の組織」において、怪人や幹部の役回りとは異なり、特別な肩書がない最下級（下っ端）の戦闘要員を「戦闘員」と呼んでいる場合もある。日本の特撮番組では、『仮面ライダー』に登場する「ショッカー戦闘員」（その名の通りショッカーの戦闘員）や、『スーパー戦隊シリーズ』に登場する、悪の組織の最下級戦闘要員（名称は番組毎に異なる）などがある。